# Marcin Mroziński
Marcin Mroziński (născut la 26 septembrie 1985) este un actor, cântăreț și prezentator TV polonez. A fost născut în orașul Inowrocław și și-a început cariera muzicală la vârsta de opt ani. A reprezentat Irlanda la un Festival Internațional numit Singing Mask și a ocupat locul doi. El a reprezentat Polonia la Concursul Muzical Eurovision 2010 cu melodia „Legenda”. 